# 根室第二飛行場
根室第二飛行場（ねむろだいにひこうじょう）とは、北海道根室市牧の内に存在した大日本帝国海軍の軍用飛行場。

## 概要
1200m×80mのコンクリート滑走路および1200m×80mの西側半分が未完成の転圧滑走路面を持ち、格納庫を6棟、大型無蓋掩体18基、小型無蓋掩体6基及び小型有蓋掩体12基備えていた。根室第一飛行場との弁別を容易にするために根室牧ノ内飛行場と呼ばれることもある。

## 沿革
- 1943年9月1日 - 着工。
- 1945年6月 - 一部完成、使用開始。
- 1945年8月 - 終戦。戦後は農地となるが、滑走路および掩体の一部は現存している。